# Хемхемет

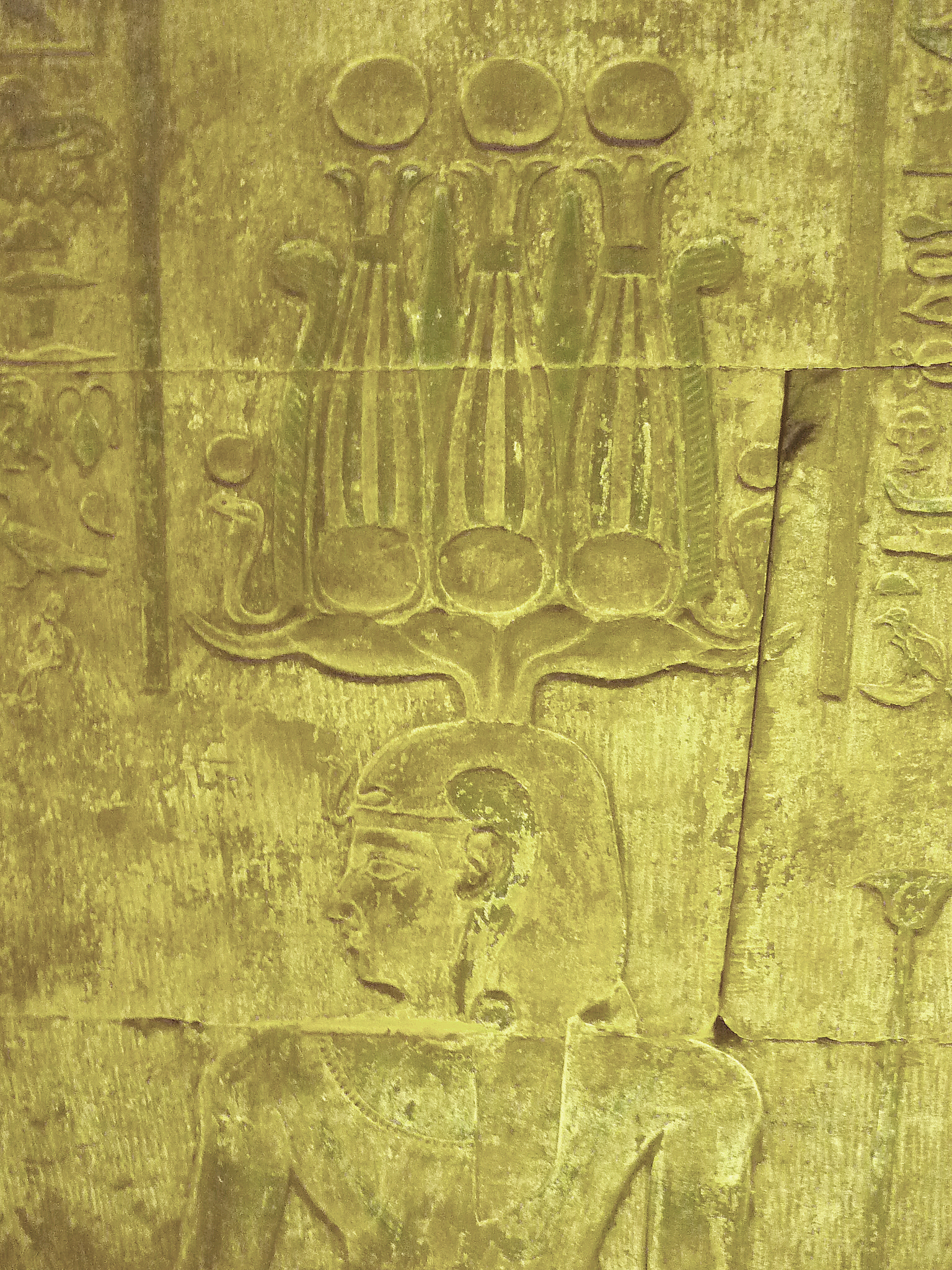
Корона Хемхемет. Барельєф у храмі Едфу

Хемхемет (також відома як «потрійна корона атеф») — ритуальна давньоєгипетська корона. Хемхемет складається з трьох корон атеф, кожна з яких розфарбована різнобарвними смугами жовтого, синього, зеленого та червоного кольору; по обидва боки хемхемет увінчана страусовим пір'ям; також корона може бути прикрашена сонячними дисками Ра; в підставі корони розгалужуються два закручених по спіралі баранячих роги; іноді, особливо в тих випадках, коли подібні корони носили фараони, з рогів хемхемет могли звисати великі уреї.
Залежно від змісту, баранячі роги були символом бога сонця Амона, творця всього живого Хнума та місячного бога Яха.
Подібну корону іноді надягали поверх Немеса. Назву корони можна перекласти як «крик» або «військовий клич».
Корону хемхемет носили такі боги, як нубійський бог сонця Мандуліса, левоголовим бог війни Маахес і в рідкісних випадках бог мудрості Тот. Ще рідше подібні корони носили фараони.
До наших часів не дійшло жодного збереженого примірника корони хемхемет, тому невідомо, як вони були влаштовані та з яких матеріалів їх виготовляли. Є тільки припущення, що вони могли бути сплетені з очерету або будь-якого подібного матеріалу (тому в науковій літературі стосовно корони хемхемет нерідко зустрічається назва «очеретяна корона»).

## Галерея

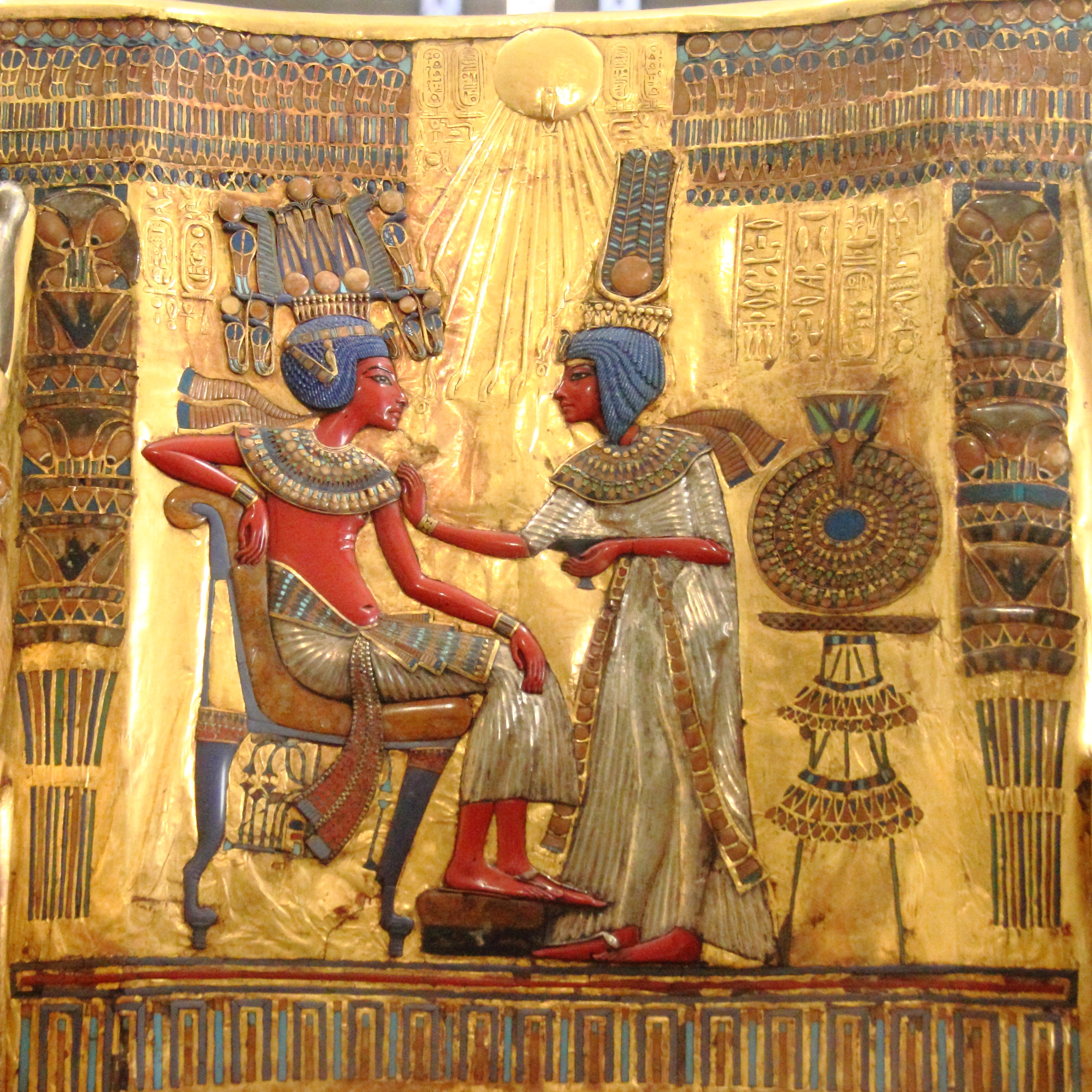
Тутанхамон у потрійній короні атеф
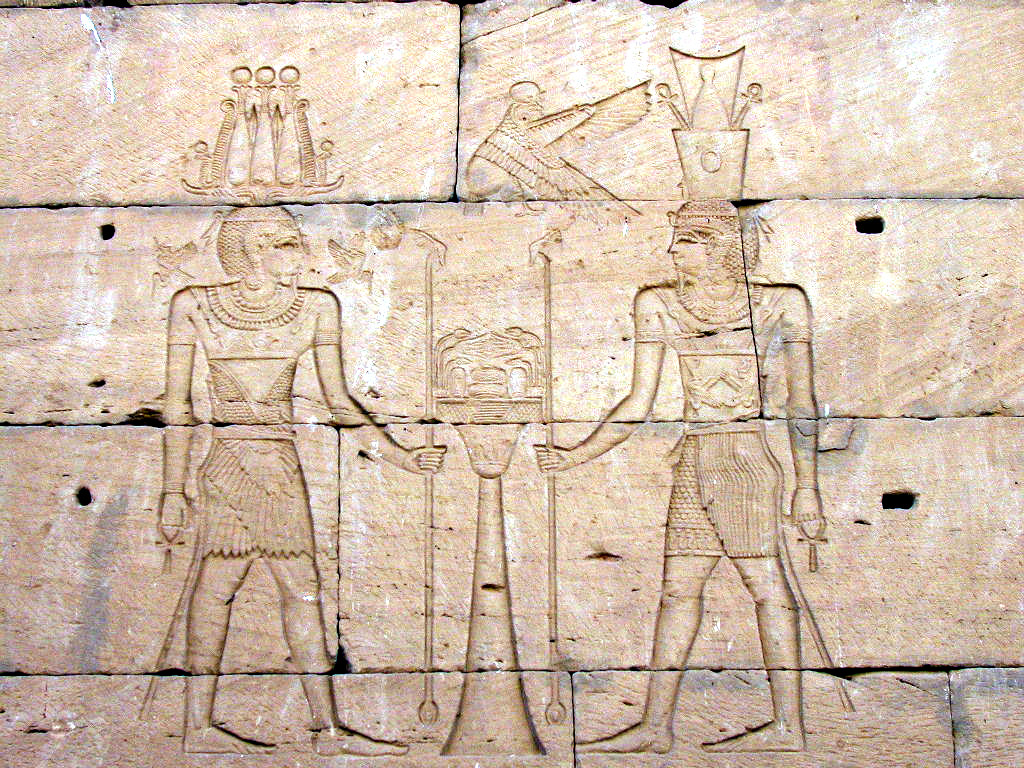
Мандуліса (зліва) в короні хемхемет
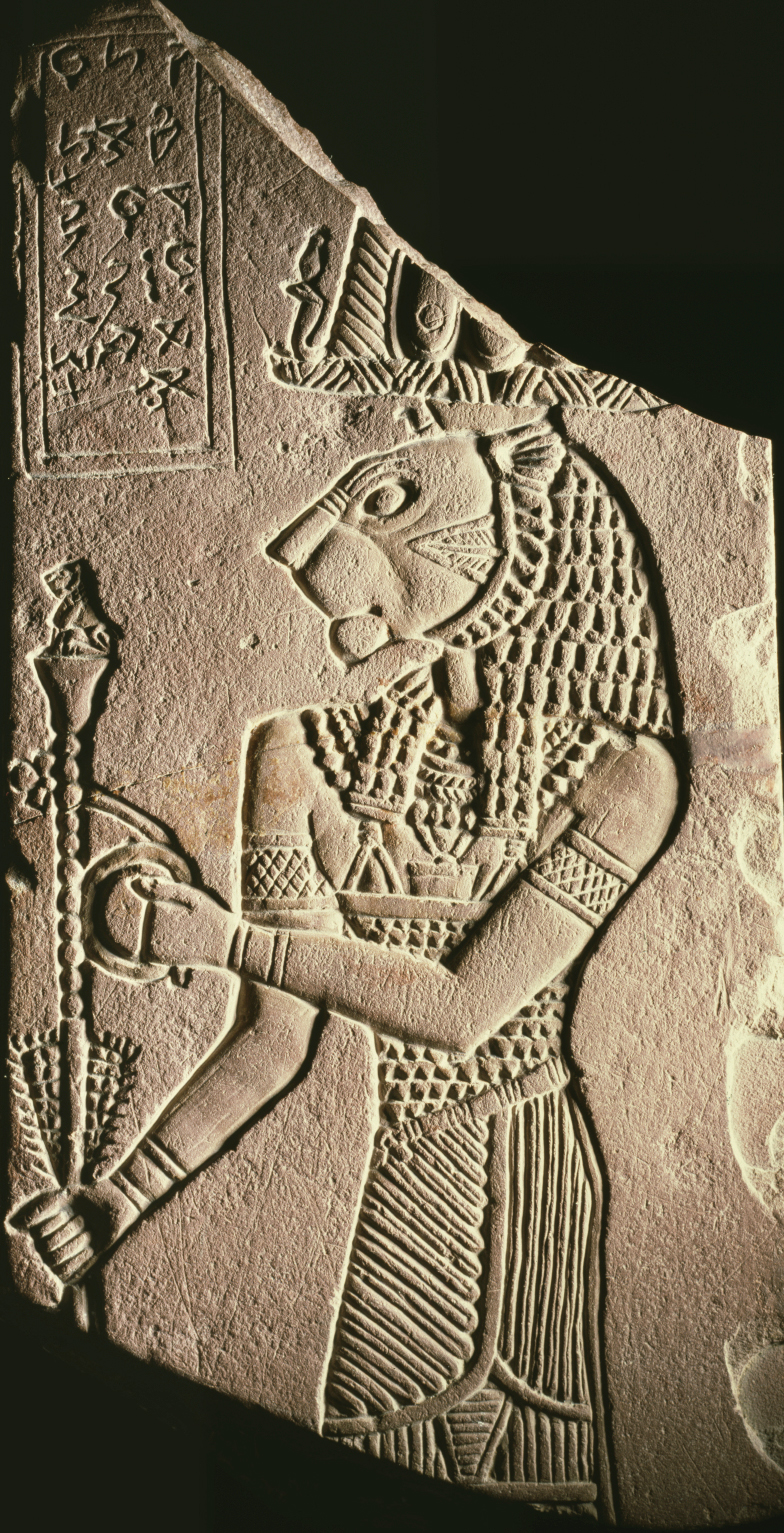
Маахес у короні хемхемет
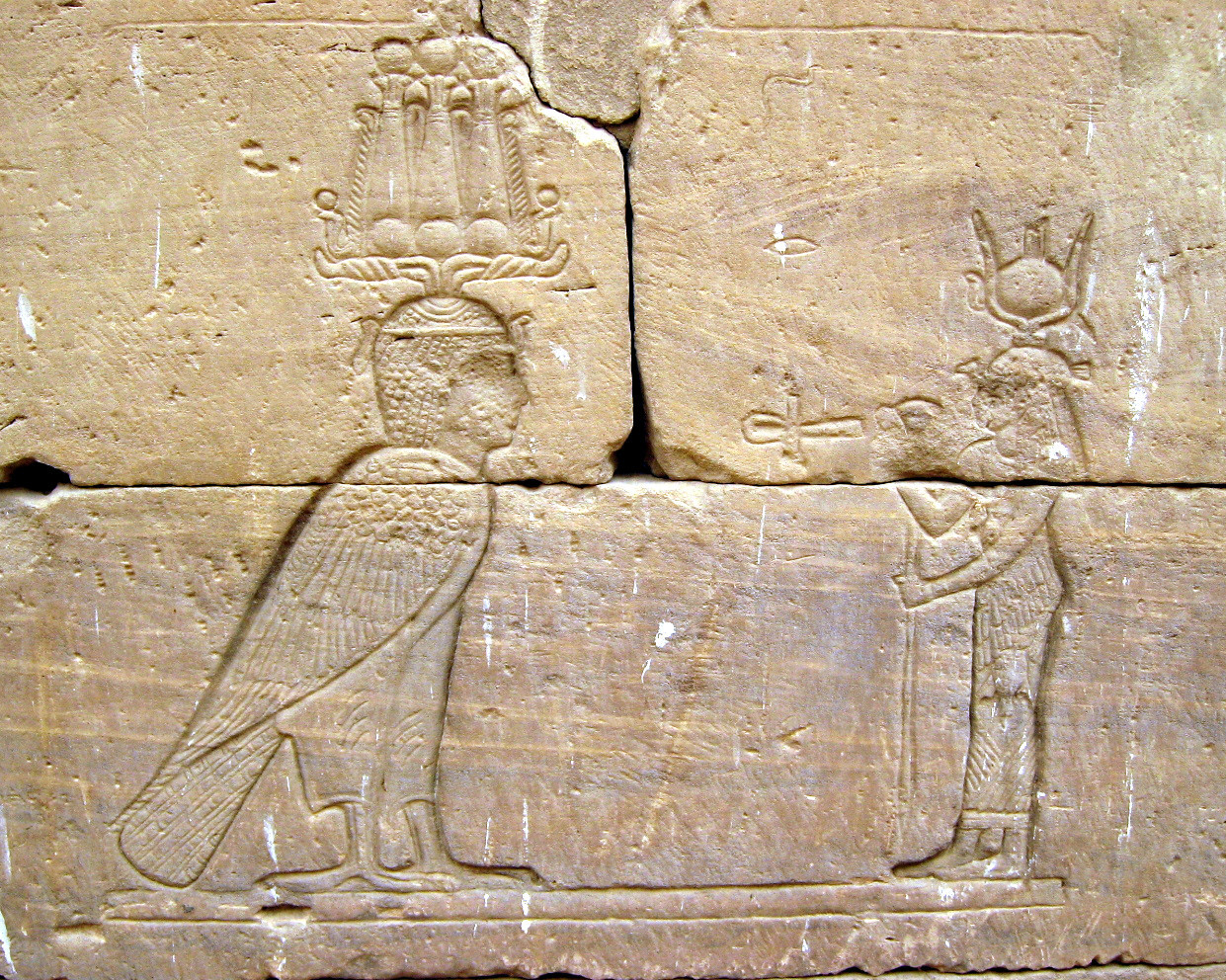
Мандуліса в короні хемхемет, праворуч богиня Ісіда
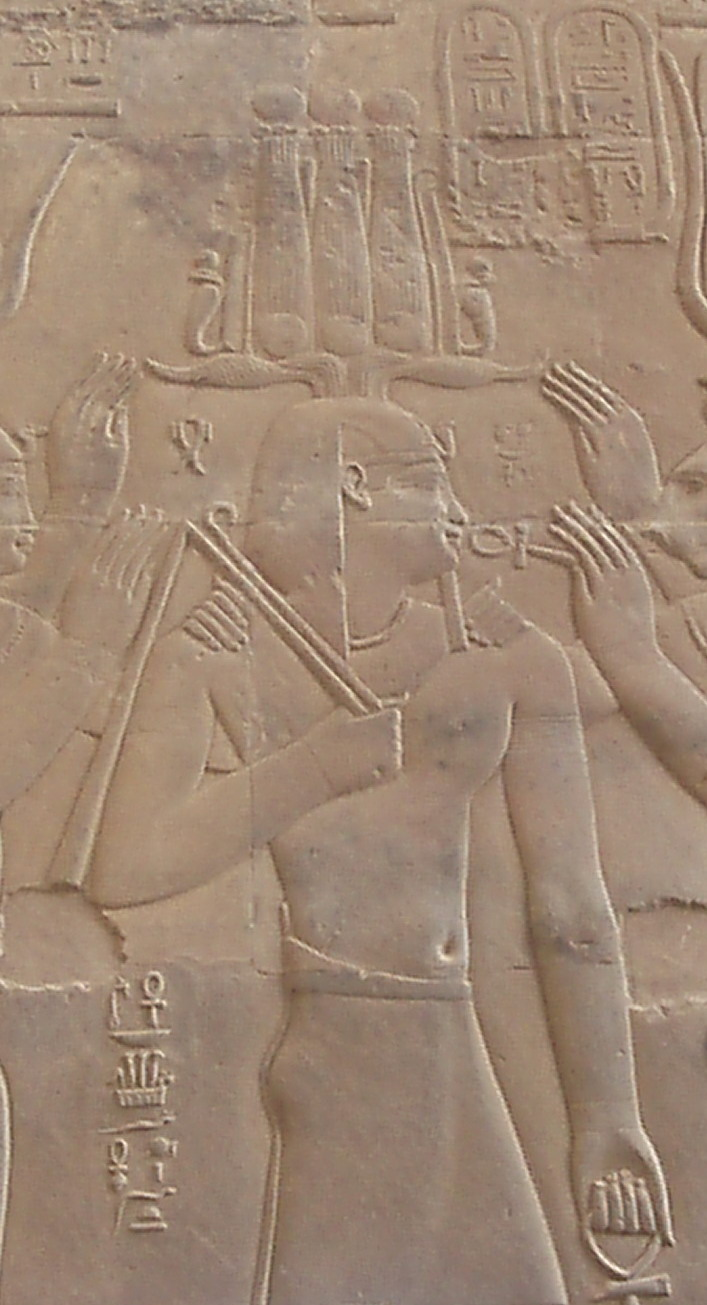
Птолемей XII Авлет, Ком-Омбо
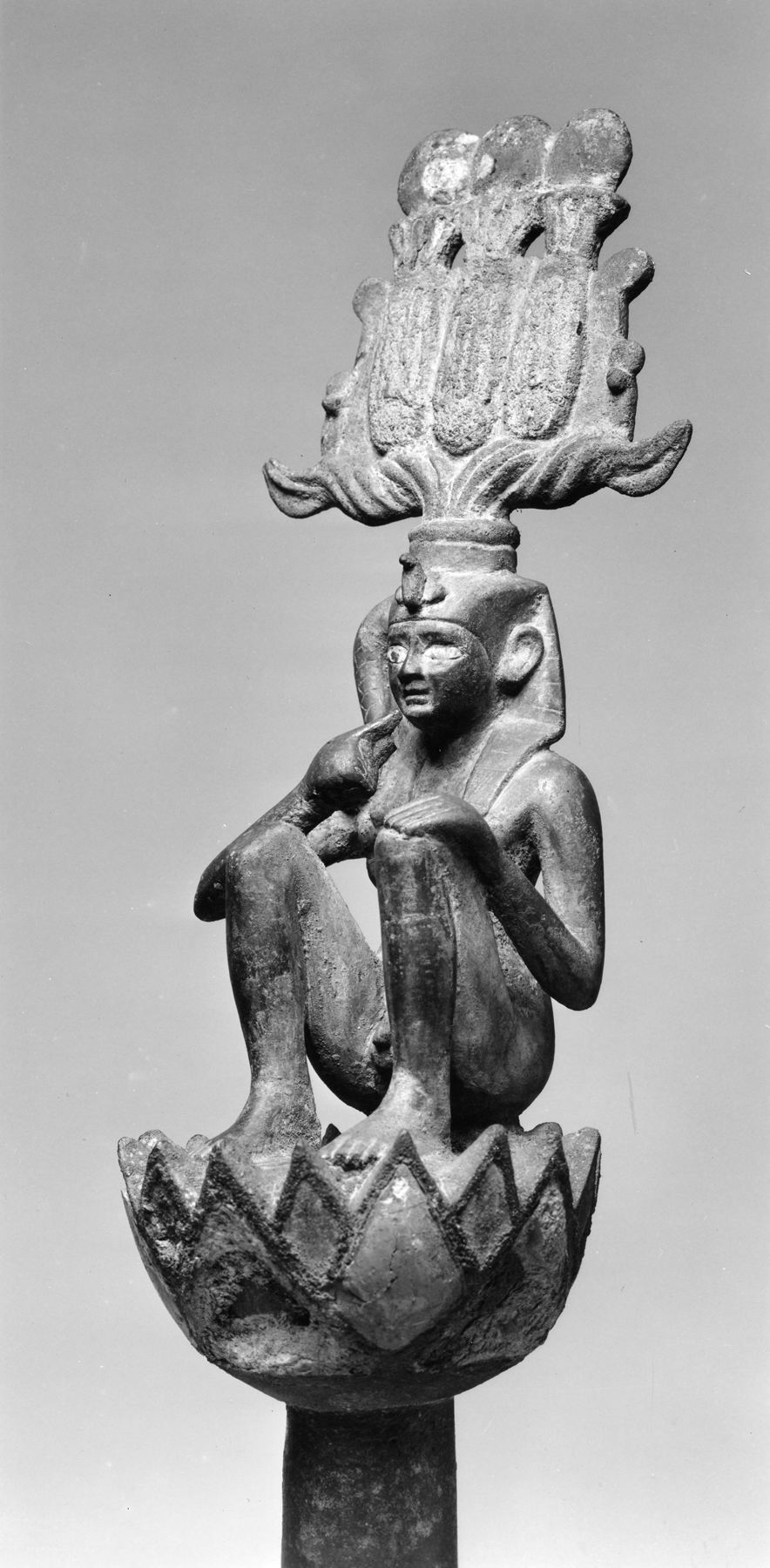
Гор-дитина, що сидить на лотусі
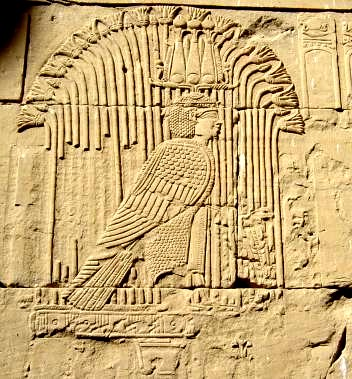